# Eunidia nigrovittata
Eunidia nigrovittata är en skalbaggsart som beskrevs av Stefan von Breuning 1939. Eunidia nigrovittata ingår i släktet Eunidia och familjen långhorningar.
Artens utbredningsområde är:
- Kenya.
- Moçambique.
- Zimbabwe.

Inga underarter finns listade i Catalogue of Life.